# Le Train de sel et de sucre
Pour plus de détails, voir Fiche technique et Distribution.
Le Train de sel et de sucre (Comboio de Sal e Açúcar) est un film d'aventures mozambicain réalisé et écrit par Licínio Azevedo et Teresa Pereira, d'après le roman éponyme de Licínio Azevedo. Coproduit par le Portugal, le Mozambique, le Brésil, l'Afrique du Sud et la France, il a été présenté en première mondiale au Festival international du film de Locarno le 10 août 2016.
Il a été choisi pour représenter le Mozambique aux Oscars 2018 dans la catégorie du meilleur film en langue étrangère. C'est la première fois qu'un film mozambicain est présenté aux Oscars.

## Synopsis
En pleine guerre civile, un train transportant des passagers et des marchandises doit parcourir 800 km à travers un territoire tenu par les guerilléros.

## Fiche technique
- Titre français : Le Train de sel et de sucre[5]
- Titre original : Comboio de Sal e Açúcar[6],[7]
- Réalisation : Licínio Azevedo
- Scénario : Licínio Azevedo, Teresa Pereira
- Photographie : Frédéric Serve
- Montage : Willem Dias
- Musique : João Carlos Schwalbach
- Production : Pandora da Cunha Telles, Pablo Iraol, Philippe Avril, Elias Ribeiro, Beto Rodrigues
- Société de production : Ukbar Filmes, Ébano Multimédia, Les Films de l'Étranger, Urucu Media, Panda Filmes
- Pays de production :  Mozambique -  Portugal -  France -  Afrique du Sud -  Brésil
- Langue originale : portugais
- Format : couleurs - 2,39:1
- Genre : film d'aventures, drame de guerre
- Durée : 93 minutes
- Dates de sortie : 
  - Suisse : 10 août 2016 (Festival du film de Locarno)
  - Mozambique : 8 octobre 2016
  - France : 13 novembre 2016 (Festival international du film d'Amiens)

## Distribution
- Melanie de Vales Rafael : Rosa
- Thiago Justino : Salomão
- Matamba Joaquim : Taiar
- Horácio Guiamba : Josefino
- António Nipita : Sete Maneiras
- Absalão Maciel : Baioneta
- Mário Mabjaia : Adriano Gil
- Hermelinda Simela : Amélia